# Promijenimo Hrvatsku
Promijenimo Hrvatsku (kratica PH), bila je hrvatska politička stranka. Osnovana je 2. srpnja 2016. godine u Zagrebu. Sjedište stranke nalazilo se u Zagrebu.  

## Povijest
Stranka Promijenimo Hrvatsku nastala je iz udruge Promijenimo Hrvatsku koja je na parlamentarnim izborima 2015. godine na platformi Mosta nezavisnih lista osvojila tri mandata u Hrvatskom saboru. Brzi raskid suradnje s Mostom uslijedio je zbog odustajanja od dogovorenog ekonomskog programa i drugih nedosljednosti. Promijenimo Hrvatsku je jedna od najmlađih političkih stranaka u Hrvatskoj, a kao svoj primarni fokus, stranka navodi rješavanje ključnih ekonomskih problema koji destabiliziraju ukupno društvo u svim segmentima. 
Dana 7. ožujka 2024. stranka se faktički udružila u novu političku stranku Pravo i pravda, a formalno je raspuštena nešto kasnije.

## Ciljevi
Od početka djelovanja, na čelu s predsjednikom stranke prof. dr. sc. Ivanom Lovrinovićem, stranka se zalaže za korištenje hrvatske kune u platnom prometu, podizanje kredita u kunama jer u toj valuti građani primaju plaću. Stranka okuplja građane svih dobnih skupina, a kao primarni motiv djelovanja, stranka navodi nezadovoljstvo postojećim stanjem apatije, visoke nezaposlenosti u društvu i gospodarstvu koje je rezultiralo velikim brojem odlazaka u inozemstvo mladih i visokostručnih ljudi. . Zalaže se za poboljšanja i reforme na području ključnih javnih politika i sustava kao što su monetarna politika, zdravstvena politika, poljoprivredna politika, stabilizacija mirovinskog sustava i transformacija drugog mirovinskog stupa, usklađivanje obrazovnog sustava s potrebama vremena i zasnovanog na temeljnim vrijednostima hrvatskog društva i povijesti uz poticanje kreativnosti, vlastitog razmišljanja, socijalizaciju i odnos prema prirodi.  
U osobitom fokusu je borba protiv korupcije i klijentelizma, javni interes, blagostanje svih građana i promicanje rada i vrijednosti rada i stvaralaštva. Zahtjevi za ukidanjem valutne klauzule, novi ovršni zakon i smanjenje mogućnosti za blokade građana posebno se ističu u njihovom djelovanju. Stručnjaci iz stranke su u slučaju „Franak“ dali znanstveno-stručnu analizu koja je korištena u sudskom procesu, koja je na kraju rezultirala donošenjem presude u korist građana.
Stranka je dala brojne amandmane na Ovršni zakon u kojima su tražili da stranke u ovršnom postupku same plaćaju svoj dio ukupni troškova što bi, po tumačenju stranke, za 70% smanjilo broj ovrha.

## Sudjelovanje na izborima
Promijenimo Hrvatsku je kao politička stranka sudjelovala na izborima 2016. godine u koaliciji pod nazivom „Jedina opcija“ koju su činili: Živi zid, Akcija mladih i inicijativa građana ugroženih problemom kredita koji su bili vezani za švicarski franak iz koje je nastala Udruga Franak. Promijenimo Hrvatsku danas je parlamentarna stranka.

## Predsjednici
- Ivan Lovrinović (2. srpnja 2016. - 7. ožujka 2024.)

## Vanjske poveznice
- Promijenimo Hrvatsku  Arhivirana inačica izvorne stranice od 15. prosinca 2019. (Wayback Machine), službene međumrežne stranice